# بومة كميت سريلانكية
بومة كُميت سريلانكية (الاسم العلمي: Phodilus assimilis)، نوع منالبومة الكُميت وفصيلة الهامة. يستوطن في جزيرة سريلانكا وغاتس الغربية في ولاية كيرالا، جنوب غرب الهند. كان يُعتبر سابقًا نويعًا من بومة الكُميت الشرقية (Phodilus badius).

## معرض صور

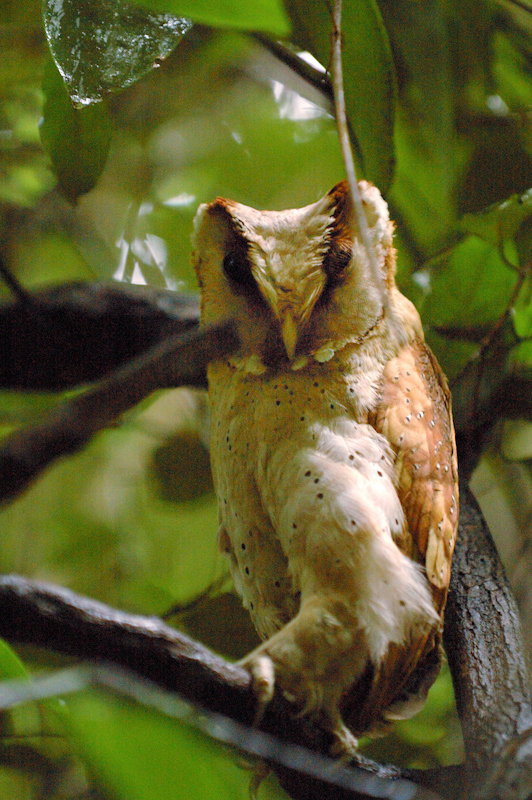
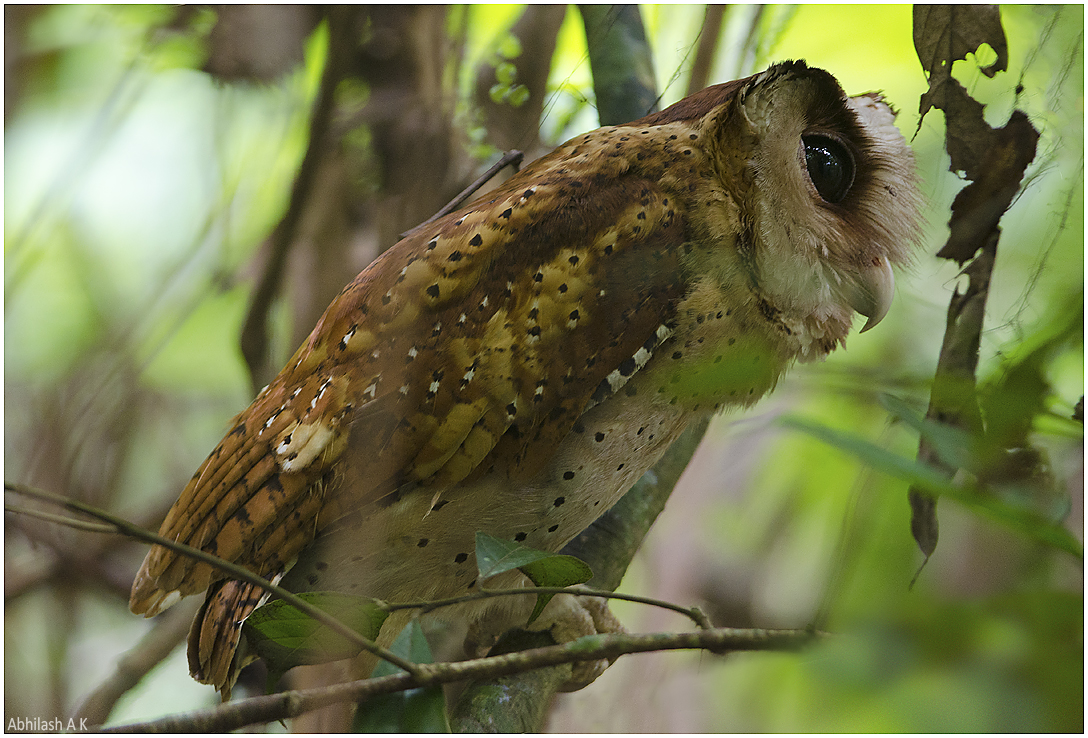
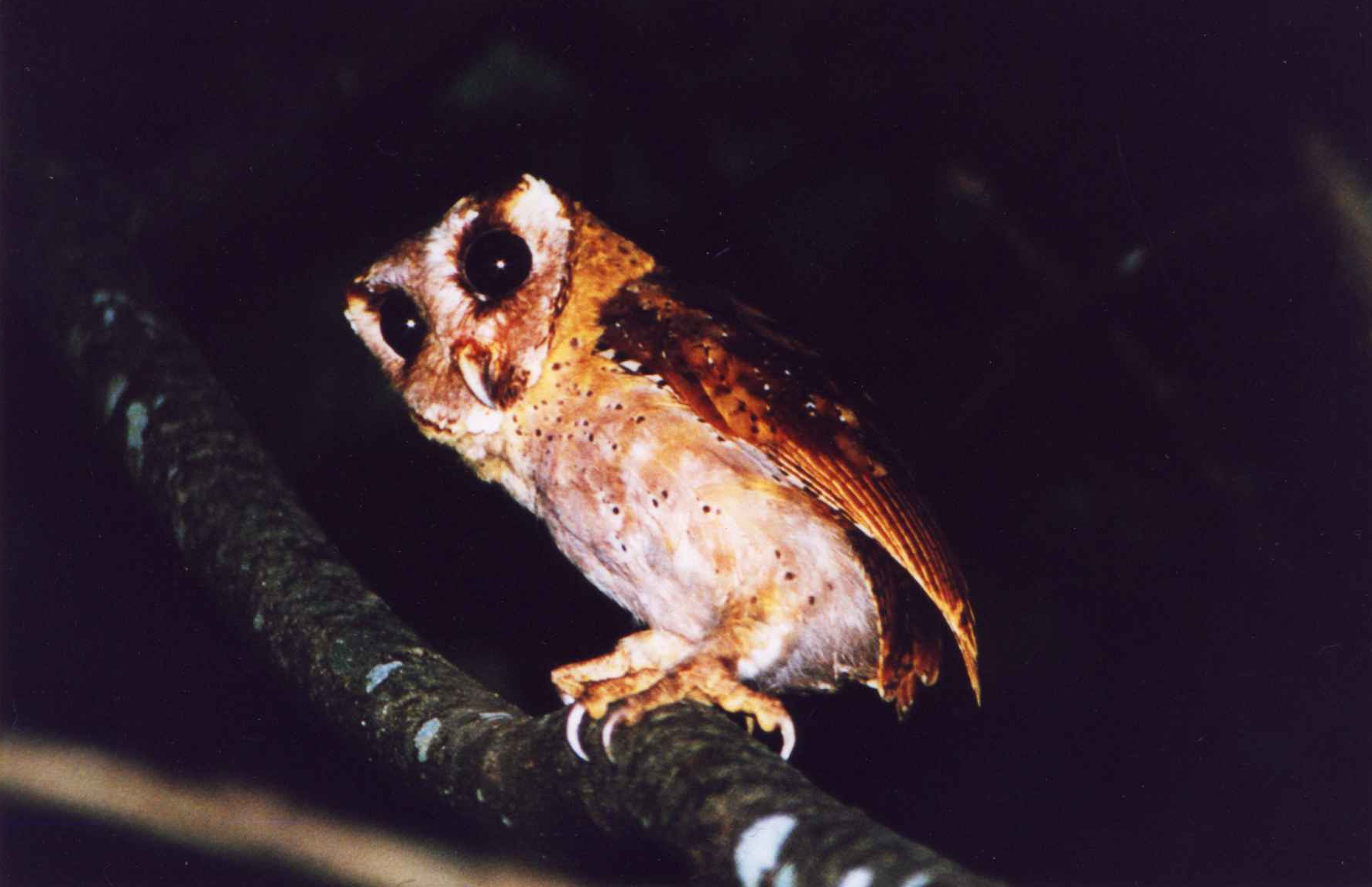